# Alma Zadić
Alma Zadić (rođena 24. svibnja  1984.) austrijska je političarka, bosanskohercegovačkog podrijetla, pravnica, i bivša odvjetnica, i od 7. siječnja 2020. ministrica pravde Austrije u vladi kancelara Sebastiana Kurza, Alexandera Schallenberga i Karla Nehammera.

## Životopis
Rođena je u Tuzli 24. svibnja 1984. u obitelji sveučilišnog profesora elektrotehnike i građevinske inspektorice, a sa deset godina, zbog rata u Bosni i Hercegovini sa roditeljima je 1994. izbjegla u Austriju u Beč, gdje je završila osnovnu školu Ortnergasse i gimnaziju Ettenreichgasse. Od 2003. studirala je pravo na Sveučilištu u Beču. Inozemni semestar studija završila je u Piacenzi na Katoličkom sveučilištu Svetog Srca, a nakon toga je posredstvom Fulbright programa završila poslijediplomski studij prava na Sveučilištu Columbia. 
Preko organizacije Međunarodne organizacije za migracije u Beču, radila je kao praktikantica na Međunarodnom kaznenom sudu za bivšu Jugoslaviju u Den Haagu. Zatim je apsolvirala godinu dana sudske prakse u Austriji kao preduvjet za bavljenje odvjetničkim i notarskim poslovima. U akademskoj godini 2009./2010. diplomirala je na Sveučilište Columbia u New Yorku i stekla zvanje magistra. Nakon toga, radila je kao suradnica i glavna urednica u Vale Columbia Centru za održiva međunarodna ulaganja u New Yorku. Bila je također odbojkašica i trenerica.

## Politička karijera
Zadić je bila zastupnica u austrijskom parlamentu od 2017. kao predstavnica političke partije JETZT, a kao predstavnica Zelenih – zelene alternative postala je ministrica u koalicijskoj vladi Austrijska narodne stranke i Zelenih nakon Saborskih izbora 29. rujna 2019. godine.